# 596 Scheila
596 Scheila este un asteroid din centura principală, cu activitate cometară.

## Descoperirea asteroidului
Asteroidul a fost descoperit de astronomul August Kopff, la 21 februarie 1906.

## Caracteristici
Obiectul astronomic 596 Scheila are un diametru mediu de 113,34 km. Prezintă o orbită caracterizată de o semiaxă majoră egală cu 2,9277256 u.a. și de o excentricitate de 0,1661772, înclinată cu 14,66880° față de ecliptică.
Începând din decembrie 2010 a arătat semne de activitate cometară destul de substanțiale deși încă departe de periheliu. Descoperitorul fenomenului, Steve Larson, director al Catalina Sky Survey a propus ipoteza unei coliziuni cu un alt corp asteroidal, pentru a justifica outburst-ul. Se așteaptă în continuare investigații spectroscopice pentru clarificarea naturii materialului din jurul corpului asteroidului.
În octombrie 2011, în conferința EPSC, o echipă a Institutului de Astrofizică din Andaluzia a expus rezultatele studiului său asupra obiectului Scheila. Potrivit acestui studiu, comportamentul cometar observat este datorat impactului unui alt obiect a cărui talie este estimată între 80 și 160 de metri, care ar fi survenit la 27 noiembrie 2010 (cu trei zile marjă de eroare). Datele sunt conforme cu observațiile efectuate de observatoarele  din Teide și din Calar Alto.

## Denumirea asteroidului
Asteroidul a primit numele în onoarea unei cunoștințe de-a descoperitorului.